# روسليب (محطة مترو أنفاق لندن)
روسليب (بالإنجليزية: Ruislip)‏ هي إحدى محطات مترو أنفاق لندن. تقع على خط ميتروبوليتان وبيكاديلي أفتتحت في المنطقة (Zone) رقم 6 أفتتحت في 04 يوليو 1904.